# Santa María de los Ángeles (Contepec)
Santa María de los Ángeles es una localidad del estado mexicano de Michoacán. Es parte del municipio de Contepec.

## Toponimia
El nombre «Santa María de los Ángeles» hace referencia a la santa patrona de la localidad: Nuestra Señora de los Ángeles.

## Demografía
| Gráfica de evolución demográfica |
|                                  |

| Censo | Población |
| ----- | --------- |
| 1980  | 552       |
| 1990  | 866       |
| 2000  | 891       |
| 2010  | 963       |
| 2020  | 1 091     |